# Cubanthus
Cubanthus é um género botânico pertencente à família Euphorbiaceae.

## Espécies
- Cubanthus brittoni
- Cubanthus linearifolius
- Cubanthus umbelliformis

## Nome e referências
Cubanthus Millsp.